# Refuge d’Ambin

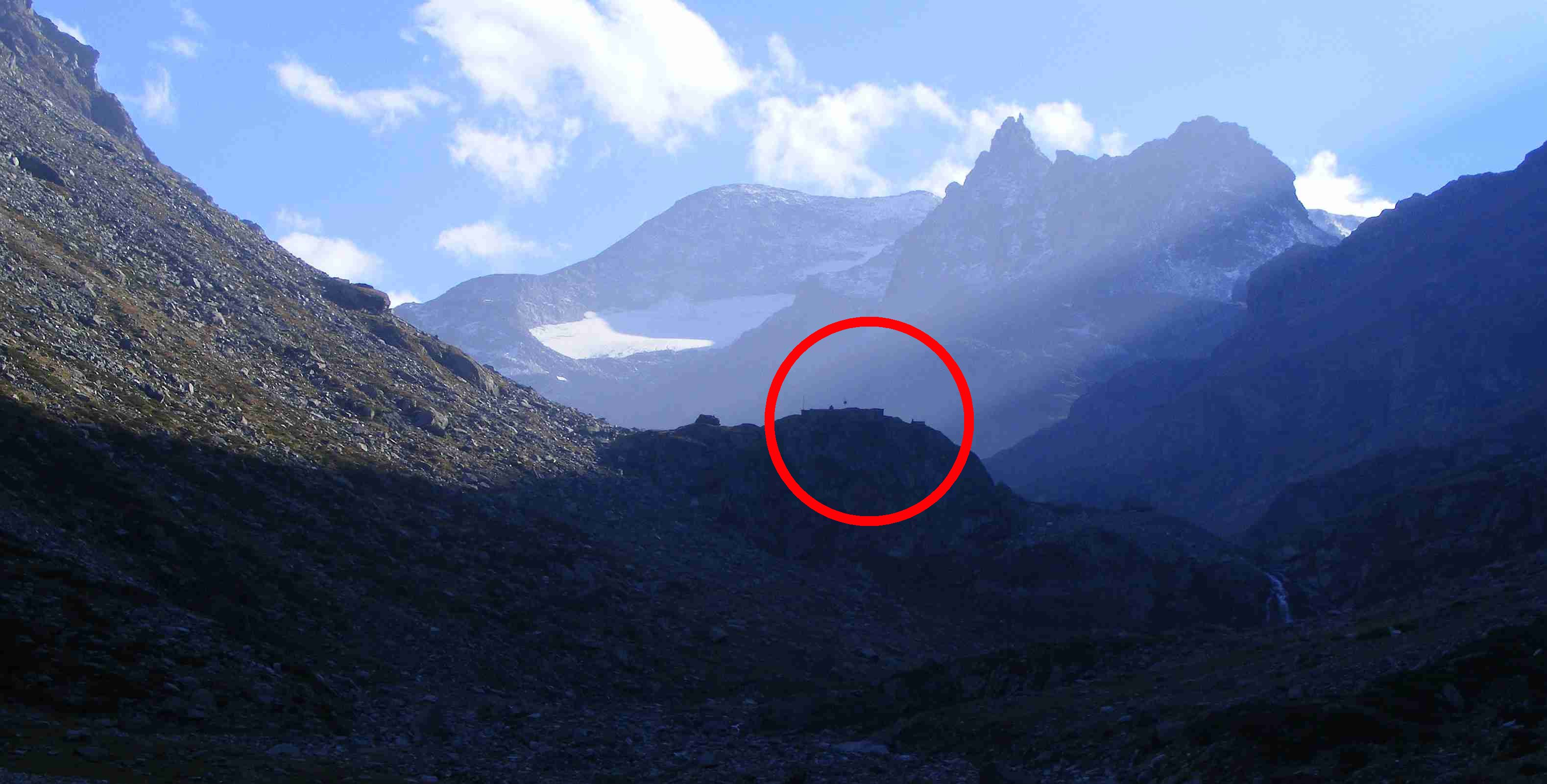
Lage der Hütte; im Hintergrund die Pointe d’Ambin (3266 m, in der Mitte) und der Grand Cordonnier (3086 m, rechts).

Das Refuge d’Ambin ist eine Schutzhütte der Sektion Maurienne des Club Alpin Français in Frankreich in der Gemeinde Val-Cenis im Département Savoie in der Region Auvergne-Rhône-Alpes im Vanoise-Massiv.

## Merkmale und Informationen
Die Hütte ist in den Monaten Juli und August geöffnet. Während des Frühlings ist es auch möglich, eine Wache zu haben, wenn eine Reservierung vorliegt.

## Zugang
Um diese Schutzhütte zu erreichen, muss man vom Ort Bramans aus starten und der kleinen Talstraße entlang des Flüsschens Ambin folgen. Hier ist in Richtung des Weilers Planay zu fahren. Die Straße führt zu einem Parkplatz, der etwa 1,5 km von einer Brücke auf der Strecke dieser Straße entfernt ist. Der Parkplatz befindet sich an einem Ort namens Maroqua auf einer Höhe von 1985 Metern.

## Aufstiege
- Pointe Sommeiller (3333 m)
- Pointe d’Ambin (3266 m)
- Pointe Ferrand (3365 m)
- Mont d’Ambin (3378 m)
- Grand Cordonnier (3086 m)

## Übergänge
- Refuge de Bramanette (2080 m) vom Col de la Coche (2947 m)
- Refuge du Petit Mont-Cenis (2110 m) durch die Col du Petit Mont-Cenis
- Rifugio Levi Molinari (1850 m) durch die Col d'Ambin
- Rifugio Scarfiotti (2165 m) durch die Col d'Ambin und den Pointe d'Ambin (3266 m)
- Rifugio Luigi Vaccarone (2747 m) durch die Col de l'Agnel (3091 m)

## Besondere Merkmale
Es kann vorkommen, dass in der Nähe der Schutzhütte ein Lager von Soldaten zu sehen ist, die während ihrer Ausbildung ein oder zwei Nächte bleiben.